# غاريقون صيفي
غاريقون صيفي (الاسم العلمي: Agaricus aestivalis) هو نوع الفطريات يتبع جنس الغاريقون من الفصيلة الغاريقونية.